# Robson Tuma
Robson Tuma, (São Paulo, 5 de setembro de 1968) é um advogado, empresário e político brasileiro, outrora deputado federal por São Paulo.

## Dados biográficos
Filho de Romeu Tuma e Zilda Dirane Tuma. Eleito vereador na cidade de São Paulo via PL em 1988, renunciou ao mandato após eleger-se deputado federal em 1990. Durante a legislatura votou a favor do impeachment de Fernando Collor em 1992, formando-se advogado pelo Centro Universitário das Faculdades Metropolitanas Unidas no ano seguinte. Renovou o mandato na Câmara dos Deputados em 1994, transferindo-se rumo ao PFL e sob esta legenda conquistou novos mandatos em 1998 e 2002.
Seu pai foi diretor-geral da Polícia Federal entre 1985 e 1992, durante o governo dos presidentes José Sarney e Fernando Collor, sendo que este último o nomeou cumulativamente secretário da Receita Federal. Depois o patriarca foi eleito senador pelos paulistas em 1994 e 2002 e seu irmão, Romeu Tuma Júnior, foi deputado estadual.